# Manden uden Fædreland
Manden uden Fædreland er en amerikansk stumfilm fra 1917 af William S. Hart.

## Medvirkende
- William S. Hart som Jim Alton.
- Margery Wilson som Jennie.
- Buster Irving som Joey.
- Henry Belmar som Razor Joe.
- Milton Ross som Tacoma Jake.